# Mac OS X Snow Leopard
Mac OS X 10.6. (кодове ім'я Snow Leopard — сніговий барс, ірбіс) — операційна система компанії Apple, що вийшла 28 серпня 2009 року.

## Анонс
Вперше ОС була представленою публіці 8 червня 2009 року на конференції WWDC-2009 Філом Шиллером.
Після офіційного виходу ОС коштує $129 для нових клієнтів, $29 - для користувачів Leopard і $9,95 для користувачів, придбавших Mac з встановленою ОС Leopard з 8 червня по 26 грудня 2009 року.
Основна увага розробників зосереджується на підвищенні працездатності та зручності користування нової ОС. Також важливим нововведенням буде відмова від підтримки архітектури PowerPC. Таким чином, ОС працює тільки на процесорах Intel.

## Системні вимоги
- Mac з процесором Intel
- 1Гб ОЗП
- 5Гб вільного місця на жорсткому диску або  SSD-накопичувачі.
- DVD-привід, USB або Firewire для встановлення ОС.

## Додатки
До складу Snow Leopard входять наступні додатки:
Address Book, Automator, App Store, Calculator, Chess, Dashboard, Dictionary, DVD Player, Font Book, Front Row, iCal, iChat, Image Capture, iSync, iTunes, Mail, Photo Booth, Preview, QuickTime, Safari, Notes, System Preferences, TextEdit, Time Machine

## Мови
Підтримані мови в Mac OS X 10.6:
Англійська, японська, французька, німецька, іспанська, італійська, нідерландська, шведська, данська, норвезька, китайська (традиційна), китайська (спрощена), корейська, португальська (Бразилія), португальська (Португалія), російська, польська

## Хронологія
| Хронологія операційних систем Macintosh |
| --------------------------------------- |
|                                         |